# Cephalobyrrhinus
Cephalobyrrhinus är ett släkte av skalbaggar. Cephalobyrrhinus ingår i familjen lerstrandbaggar.
Kladogram enligt Catalogue of Life:
| Cephalobyrrhinus | \| \| Cephalobyrrhinus brevis \| \| \| \| \| \| Cephalobyrrhinus curticornis \| \| \| \| \| \| Cephalobyrrhinus impressopunctatus \| \| \| \| \| \| Cephalobyrrhinus lineatus \| \| \| \| \| \| Cephalobyrrhinus robustus \| \| \| \| \| \| Cephalobyrrhinus sedatus \| \| \| \| |
|                  | \| \| Cephalobyrrhinus brevis \| \| \| \| \| \| Cephalobyrrhinus curticornis \| \| \| \| \| \| Cephalobyrrhinus impressopunctatus \| \| \| \| \| \| Cephalobyrrhinus lineatus \| \| \| \| \| \| Cephalobyrrhinus robustus \| \| \| \| \| \| Cephalobyrrhinus sedatus \| \| \| \| |
|                  | Cephalobyrrhinus brevis |
|                  | |
|                  | Cephalobyrrhinus curticornis |
|                  | |
|                  | Cephalobyrrhinus impressopunctatus |
|                  | |
|                  | Cephalobyrrhinus lineatus |
|                  | |
|                  | Cephalobyrrhinus robustus |
|                  | |
|                  | Cephalobyrrhinus sedatus |
|                  | |